# Yandex.Translate
Yandex.Translate (ros. Яндекс.Переводчик) – darmowy serwis internetowy Yandex umożliwiający tłumaczenie tekstów, plików tekstowych, stron internetowych, mowy, zdjęć w czasie rzeczywistym na ponad 90 języków. W przypadku wpisania tekstu, serwis tłumaczy go w czasie rzeczywistym (bez potrzeby klikania w przycisk „tłumacz”). Po wpisaniu w okienko translatora pojedynczego słowa działa on jak słownik – podając zwykle kilka lub kilkanaście propozycji tłumaczenia.
Dostępna jest na telefony z systemem Android, iOS oraz Windows Phone.